# Sound of the Sky/Episodenliste
Dies ist eine Liste der Episoden der Anime-Fernsehserie Sound of the Sky (Sora no Woto). Sie soll einen Überblick über die Folgen und deren Handlung geben.

## Episoden

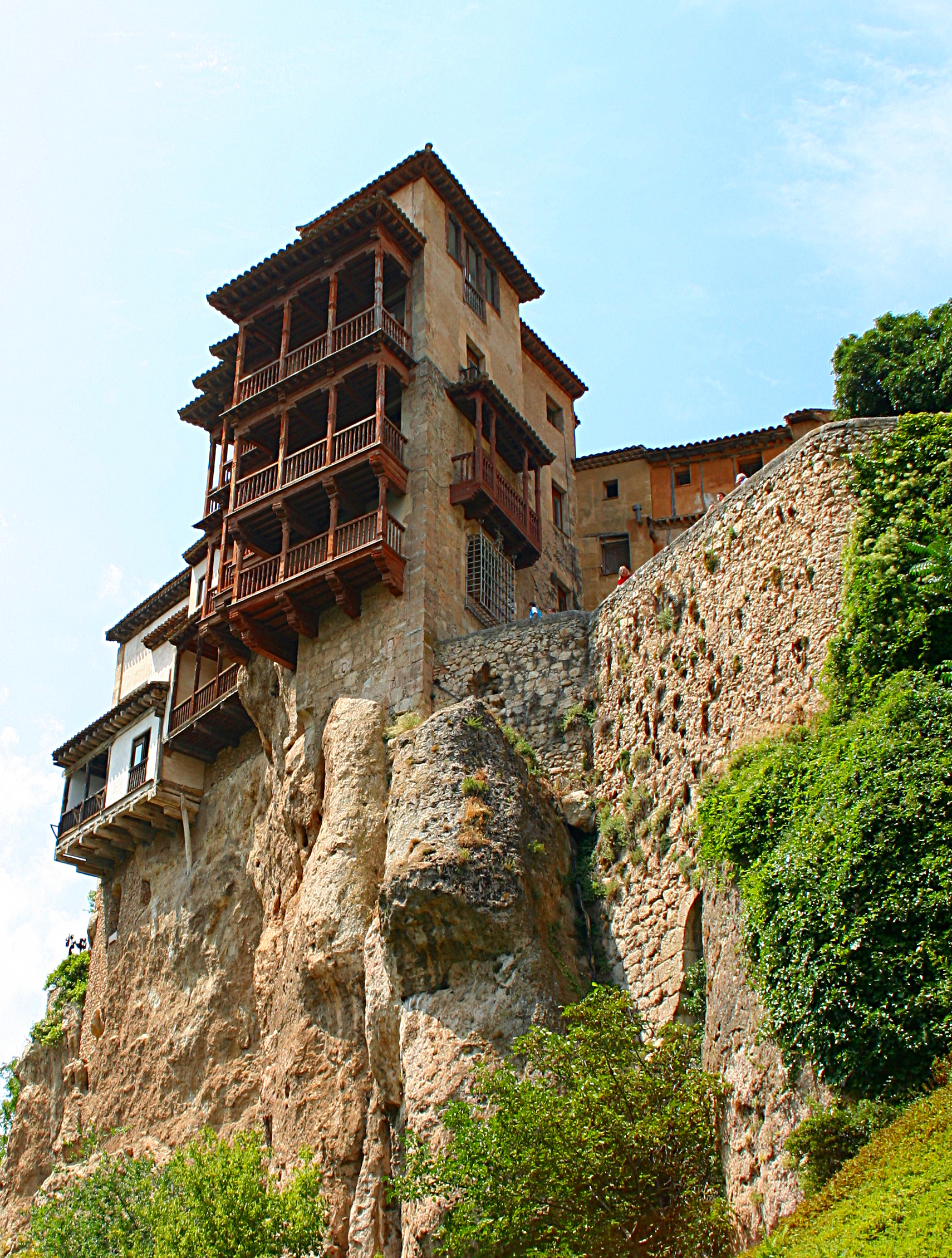
Stelle von der Kanata beinahe in die Tiefe fällt, aber von Rio festgehalten wird. Als reales Vorbild diente die spanische Stadt Cuenca.

| Nr. | Deutscher Titel                                         | Originaltitel                                                | Erstausstrahlung Japan | Deutschsprachige Erstausstrahlung (D) | Anmerkungen |
| --- | ------------------------------------------------------- | ------------------------------------------------------------ | ---------------------- | ------------------------------------- | ----------- |
| 1 | Widerhallender Klang: Tagesanbruch in der Stadt         | Hibiku Oto: Futsugyō no Machi, 響ク音・払暁ノ街              | 4. Jan. 2010           | [ 1 ]                                 |             |
| Beginnend in einer Rückblende wird die noch sehr junge, im Krieg allein gebliebene Kanata Sorami (空深 彼方, Sorami Kanata) gezeigt, die verzweifelt in der Ruine eines Hauses sitzt. Dabei bemerkt sie eine jüngere Soldatin, die Trompete spielt und ist von ihr stark beeindruckt. In der Gegenwart ist nun Kanata ebenfalls eine Soldatin geworden, obwohl ihr eigentliches Motiv das Erlernen des Trompetespielens ist. So wird sie eines Tages nach Seize, einer kleineren Stadt in einer abgelegenen gebirgigen Gegend, verlegt. Dort soll sie sich bei ihrer zukünftigen Vorgesetzten Rio Kazumiya (和宮 梨旺, Kazumiya Rio) melden, verstrickt sich aber ungewollt, bzw. durch ihr zielloses Umherstreifen, in einen Festakt, bei dem sich die Bürger mit farbigem Wasser begießen. Letztlich wird sie dort vollkommen durchnässt von Rio gefunden, die ihr zu einem Bad und gesäuberter Bekleidung verhilft. Während eines Gespräches auf dem Balkon des Hauses, wo Rio ihr von der Sage hinter der Tradition des Fests berichtet, wird Kanata von einer Eule eine kleine Glocke mit Anhänger gestohlen, die ihr Rio auf Wunsch zur näheren Betrachtung übergeben hat. Dabei muss Kanata feststellen, dass dies ein Geschenk von Rios Vater war und ist entsprechend motiviert, sie wiederzubeschaffen, obwohl Rio versuchte, den symbolischen Wert der Glocke herunterzuspielen. So begibt sie sich abermals nicht auf direktem Weg zum Quartier und verfolgt den Klang der Glocke. Schließlich findet sie sie auf einem steilen Gebirgspass, rutscht jedoch beim Griff nach der Glocke ab und fällt in die Tiefe. Zu ihrem Glück landet sie dabei in einem See und kann sich ans Ufer retten. Als es dunkel geworden ist, ist Kanata auf sich allein gestellt und versucht, mit ihrer Trompete Hilfe zu rufen. Gehört wird sie dabei von Rio, die ihrerseits den Ruf erwidert. Vor Erschöpfung eingeschlafen kommt Kanata am nächsten Tag in dem Quartier der Soldaten wieder zu sich, wo sich Rio als ihre zukünftige Lehrerin anbietet, da Kanata beim Morgenappell eine schreckliche Vorstellung gibt. |                                                         |                                                              |                        |                                       |             |
| 2 | Erster Einsatz: Die Geschichte eines Stuhls             | Uijin: Isu no Hanashi, 初陣・椅子ノ話                        | 11. Jan. 2010          | [ 1 ]                                 |             |
| Während des ersten gemeinsamen Frühstücks werden Kanata die anderen Mitglieder des 1121. Zugs vorgestellt. Dies ist die sehr zurückhaltende und erwachsen wirkende Anführerin Felicia Heidemann (フィリシア・ハイデマン, Firishia Haideman), die vollkommen erschöpft einschlafende und wortkarge Noël Kannagi (寒凪 乃絵留, Kannagi Noeru) und die leicht feindlich gesinnte Kureha Suminoya (墨埜谷 暮羽, Suminoya Kureha), die sie danach durch die Befestigung führen soll. Bei der Besichtigung muss Kanata die feststellen, dass der Panzer des Zugs nicht einsatzfähig ist und Kureha sich darüber beschwert, dass ihr Zug vom Militär regelmäßig vergessen werde. Bei Nachtanbruch glauben sowohl Kanata als auch Noël einen Geist in den Baracken gesehen zu haben. Davon etwas beunruhigt werden Kanta und Kureha losgeschickt, um die Sichtung näher zu untersuchen. Beim Durchstreifen macht Kanata die Feststellung, dass es sich bei dem Stützpunkt wohl um eine ehemalige Schule handeln müsse, wobei auch deutlich wird, dass ein solches Schulsystem in der Gegenwart nicht mehr existiert. Der Geist stellt sich schließlich als die Nordbüscheleule (Ptilopsis leucotis) heraus, die Kanata am Vortag die Glocke gestohlen hatte. Eher durch Zufall gelingt es den beiden, die Eule einzufangen, die fortan als Haustier gehalten und Shuko getauft wird. |                                                         |                                                              |                        |                                       |             |
| 3 | Ein Tag des Zuges: Rio rennt                            | Tai no Ichinichi: Rio Hashiru, 隊ノ一日・梨旺走ル            | 18. Jan. 2010          | [ 1 ]                                 |             |
| Als die restliche Truppe in die Stadt fährt, um Nachschub zu holen, verbringen Kanata und Rio den Nachmittag mit Musikübungen. Dabei bricht Kanata unerwartet zusammen und bekommt Fieber. Rio fühlt sich in dieser Situation sofort an ihre Mutter erinnert, die vor ihrem Tod ebenfalls schwer krank war. Aus Mangel an Medikamenten ersucht Rio bei der Nonne Yumina (ユミナ) Hilfe, obwohl sie ihrem Glauben schon lange abgeschworen hat und sowohl Kirche als auch ihren Anhängern ablehnend gegenübersteht. Es stellt sich heraus, dass Kanata das Drei-Tage-Fieber erwischt hat. Als Kanata nach der Behandlung am späten Abend erwacht, entschuldigt sich Kanata aufrichtig für ihr bisheriges Fehlverhalten und meint, dass sie ihnen nur Probleme bereiten würde. Dies verneint Rio jedoch und sie kommen auf eine Melodie zu sprechen, die Kanata seit ihrer Kindheit verfolgt. Rio entscheidet sich nun, Kanata das Innenleben des Panzers Takemikazuchi zu zeigen, der Technik aus der so genannten „Alten Zeit“ enthält. So ist er auch in der Lage, den Titel Amazing Grace als ganzes Orchester abzuspielen, was Kanata schwer beeindruckt. Zugleich erklärt ihr Rio, das auch ihr Zug wie ein Orchester ist, das nicht ohne jedes Mitglied komplett wäre. |                                                         |                                                              |                        |                                       |             |
| 4 | Himmel der Regensaison: Quartzregenbogen                | Tsuyu no Sora: Hari no Niji, 梅雨ノ空・玻璃ノ虹              | 25. Jan. 2010          | [ 1 ]                                 |             |
| Kanata wird darum gebeten, Noël in die Stadt zu begleiten, um Ersatzteile für ihren Panzer, den Takemikazuchi, zu besorgen. Dabei besuchen sie die Naomi gehörende Glasbläserei, wobei sich Kanata sich direkt für eine Skulptur eines Delphins aus Glas begeistern kann, deren echte Vorbilder mittlerweile ausgestorben sind. Auf ihrem weiteren Weg treffen sie auf Yumina und die Waisenkinder, um die sie sich aufrichtig kümmern. Einer der Jungen, Seiya, empfindet ihre Gegenwart jedoch als unangenehm, da seine Eltern von Soldaten getötet wurden. So sehen sie sich gezwungen, schnell wieder aufzubrechen und erreichen eine Glasbläserei, die ihnen zuvor von Naomi nahegelegt wurde. Jedoch hat man dort Probleme, die Ersatzteile (optische Linsen) in gleicher Qualität zu produzieren wie sie einst für die hochmoderne Kriegstechnik produziert werden konnten. Das Wissen darum ging jedoch im lang anhaltenden Krieg verloren, der die Gesellschaft in der Zeit zurückgeworfen hat. Noch im Gedanken an den Jungen überkommen vor allem Noël Selbstvorwürfe, die jedoch von Kanata geschlichtet werden können, da es nicht die Kriegsmaschinen seien, die gut oder böse sind, sondern diejenigen, die sie benutzen. Zugleich beschäftigt sich Kanata wieder einmal mit ihrer Trompete, wobei sie wie gewohnt eine schlechte Vorstellung gibt. Jedoch geben ihr die Arbeiter Carl und Maria wertvolle Hinweise, um ihr Spiel zu verbessern. Zugleich wird dadurch Noël auf Kanatas Gehör aufmerksam und lässt sie die Linsen anhand deren Klangs überprüfen, was sich als überaus erfolgreich herausstellt. So können sie in der Tat mit den neuen Linsen das optische Kontrollsystem des Panzers wieder in Funktion setzen, was Noël seit langer Zeit das erste Mal wieder lächeln lässt. |                                                         |                                                              |                        |                                       |             |
| 5 | Bergbesteigung: Ende der Welt                           | Yamafumi: Sekai no Hate, 山踏ミ・世界ノ果テ                  | 1. Feb. 2010           | [ 1 ]                                 |             |
| Unter Leitung von Rio und Felicia sollen die drei jüngeren Soldaten Kanata, Kureha und Noël als Übung in die nahe gelegenen Berge aufbrechen und dort einige sehr alte Meldestationen, die an Monumente erinnern, überprüfen. Dabei werden sie gezwungen, schweres Gepäck zu tragen. Während sie die erste Station recht einfach finden können, müssen sie auf dem Weg zur zweiten einen der Berge besteigen. Da sie es nicht gewohnt sind, so schweres Gepäck zu tragen, legen sie bald eine Pause ein und insbesondere Kanata verleitet sie dazu, in dem Bergfluss zu baden, statt streng an ihrem Plan festzuhalten. Während sie abgelenkt im Fluss baden, werden sie von Rio und Felicia ihrer Nahrungsmittel und des Kompasses beraubt. So müssen sie sich von dort an auch noch hungrig und orientierungslos auf den Weg machen. Nach qualvollem Aufstieg gelingt es ihnen dennoch, die zweite Station ausfindig zu machen. Nun stößt auch Felicia zu ihnen, die ihnen die Signaturen ihrer Vorgänger auf dem Monument zeigt. Von diesem Punkt aus ist es nämlich möglich, auf das so genannte „Ende der Welt“ zu schauen, was eine endlose Weite von nicht mehr bewohnbaren Gebiet ist. Von diesem Eindruck begeistert und berührt steigen sie wieder den Berg hinab und kommen unter Führung von Felicia an einer heißen Quelle vorbei, in der sich Rio erholt. Denn nicht nur die Soldatinnen hatten Probleme beim Aufstieg. Rio hatte sich beim Aufstieg nämlich den Zorn eines Wildschweins auf sich gezogen, als sie ihrerseits nachlässig wurde. |                                                         |                                                              |                        |                                       |             |
| 6 | Kanatas freier Tag: Frisurveränderung                   | Kanata no Kyūjitsu: Kamiyui, 彼方ノ休日・髪結イ              | 8. Feb. 2010           | [ 1 ]                                 |             |
| Kanata bekommt pünktlich ihr Geld und entscheidet sich dazu, es in der Stadt auszugeben. In Wirklichkeit wollen die anderen Mitglieder des Trupps sie aber nur loswerden, um illegal hergestellten Calvados zu verkaufen. Dabei werden sie jedoch recht frühzeitig von Naomi informiert, dass eine kleinere Bande von Verbrechern sich in den Handel einmischen will. Darauf vorbereitet spielen sie ihnen eine Hinrichtung während des „geplatzten Handels“ vor, was sie in Angst versetzt. Derweil rennt eines der Waisenkinder, Mishio, vor Yumina davon, da sie vor Wut auf sie nicht das Haar gekämmt haben möchte. Sie trifft dabei auf Kanata und gibt in einem Gespräch preis, das sie nach einer Schachtel sucht, die von ihr genommen wurde, nachdem ihre Mutter verstarb. Noch immer auf der Flucht hält sie sich auf einer Klippe genau oberhalb des vermeintlichen Handels auf, während sie die Schüsse hört, erschrickt und beinahe hinab fällt. Zugleich löst sie dabei einen Erdrutsch aus, der das Fluchtfahrzeug der Gangster unter sich begräbt und wird einen Moment später von Kanata gerettet. Nachdem beide hinabgestiegen sind, wollen sie sich aus Unwissenheit für den Vorfall entschuldigen, was jedoch eigentlich gar nicht nötig ist. Dabei entdecken sie die Schachtel von Mishio, die die Diebe ihr zuvor auf dem Markt entwendet hatten. Mishio entscheidet sich schließlich, Yumina die Schachtel zu übergeben, da sie ein Symbol dafür sei, wie sehr sich die junge Nonne um sie kümmere. |                                                         |                                                              |                        |                                       |             |
| 7 | Ausbruch des Zirpens von Zikaden: Treibende Laternen    | Semishigure: Shōrōnagashi, 蝉時雨・精霊流シ                  | 15. Feb. 2010          | [ 1 ]                                 |             |
| Die Vorbereitungen für die Fiesta des Lumiéres, einem traditionellen Fest, sind im vollen Gange, als Felicia die Erinnerungen an die verlorenen Kameraden wieder hochkommen. Sie erinnert sich daran, wie ihre Einheit schwer getroffen wurde und sie ziellos mit schwer verwundetem Arm im Kriegsgebiet umherirrte. Dabei fiel sie in einen tiefen Spalt und landete in eine der Ruinen der vergangenen Zivilisation, wo auch die sterblichen Überreste eines Soldaten liegen. Schwer verwundet entsteht bei ihr die Illusion, dass der Soldat noch leben würde und sich bei ihr für den Krieg, den sie nicht gewinnen konnten und den Verfall der Menschheit, entschuldigt. Gerettet wird sie letztlich durch Prinzessin Iliya, die Rio sehr ähnlich sieht. Nachdem sie diese schwierigen Erinnerungen halbwegs verarbeiten konnte, beschließt sie zusammen mit den anderen, die Laternen im Fluss treiben zu lassen. Ebenso erzählt sie Rio den Grund dafür, warum sie noch immer am Leben festhalte. Dabei verweist sie auf den glücklich wirkenden Nachwuchs, also insbesondere Kanata, Kureha und Noël. |                                                         |                                                              |                        |                                       |             |
| 7.5 | Festessen: Festung im Krieg                             | Kyōen: Toride no Sensō, 饗宴・砦ノ戦争                       | 22. Juni 2010          | (als Original Video Animation)        |             |
| Die Folge beginnt mit einem Monolog von Kureha, als sie einen Eintrag in ihr Tagebuch verfasst. Rückblickend schreibt sie über die Ereignisse der vorherigen zwei Tage, als sie ein kleines Festmahl veranstalteten und die junge Nonne Yumina zu Besuch kam. Dabei bemerkt Yumina, wie Kureha hochprozentigen Alkohol benutzt, um das Grillfleisch schmackhafter zu machen und regt sich entsprechend ihrer Glaubensvorstellung stark darüber auf, wie Minderjährige damit verkehren könnten. Parallel dazu wird Rio, die gerade aus der Brennerei kommt, von Kanata überrascht, die sie nur mit Mühe und Not abwimmeln kann. Als sie am Tisch zusammensitzen, spitzt sich die Lage zu, als sowohl Yumina als auch Kanata unangenehme Fragen stellen, deren Rechtfertigung ihnen schwerfällt. Dies bringt Felicia auf die Idee, einen besonderen Tee zu brauen, der stark mit Alkohol versetzt ist. Nachdem alle reichlich angeheitert sind, empfiehlt Felicia einen Wettkampf zwischen den Parteien, der mit Wasserpistolen ausgetragen werden soll. Sollte die Mannschaft von Kanata gewinnen, so würden sie ihr Geheimnis preisgeben, andernfalls hätten sie darüber zu schweigen. In der Auseinandersetzung ziehen sich Kanata, Yumina und Noël in ein verlassenes Warenlager zurück, in dem Noël sich ein modifiziertes Gatling-Repetiergeschütz genau für eine solche Gelegenheit gebaut hatte. So können sie, obwohl sie entdeckt wurden, dass Blatt schnell wenden und treiben die andere Mannschaft in die Enge. Felicia, die nur sehr wenig Alkohol vertragen kann, inszeniert dabei ein Ablenkungsmanöver, sodass Kureha und Rio heil aus der Situation herauskommen sollen. Dabei wird sie jedoch von Noëls Waffe getroffen und beide hängen noch immer fest, während sie theatralisch ihren Tod inszeniert. Doch ging dabei Noël die Munition aus und Rio gelingt es, sowohl Noël als auch Yumina zu treffen. So bleibt nur noch die flüchtende Kanata über, die schließlich die Brennerei betritt, wo sie sich in Beiwesenheit von Kureha mit Rio duelliert. Im Duell kann sich Kanata durchsetzen und Kureha erklärt den Kampf für beendet, da alle zu sehr betrunken seien. So sind wieder alle friedlich zusammen und ausgerechnet Yumina bringt wieder Stimmung hinein, als sie sich selbst betrinkt und es in ein Saufgelage ausartet. Einzig Kureha behält die Nerven, da sie offensichtlich wesentlich weniger anfällig für Alkohol ist als der Rest der Truppe. Letztendlich hat Kanata eingewilligt, über die Brennerei Schweigen zu bewahren und Yumina kann sich nicht mehr an die Geschehnisse der letzten Tage erinnern. So schließt Kureha ihren Tagebucheintrag mit den Worten, dass sie nicht weiter schreiben könne, was sich danach noch alles abgespielt habe – bevor sie sich selbst übergeben muss. |                                                         |                                                              |                        |                                       |             |
| 8 | Telefondienst: Erklärung eines Notfalls                 | Denwaban: Kinkyū Jitai o Sengen Su, 電話番・緊急事態ヲ宣言ス | 22. Feb. 2010          | [ 1 ]                                 |             |
| Die Truppe bittet Kanata darum, das Telefon für den Notfall zu überwachen, während sie einigen anderen Aufgaben nachgehen. Dabei soll sie auf einen eingehenden Anruf warten, der in regelmäßigen Abständen durchgeführt wird, um dessen Funktion zu überprüfen, den sie auf keinen Fall verpassen dürfe. Dies empfindet Kanata als einen überaus wichtigen Auftrag, in den sie sich regelrecht hineinsteigert. Bevor Rio ebenfalls die Festung verlässt, übergibt sie Kanata ein Buch über das Spielen der Trompete, das von Prinzessin Iliya Arkadia signiert ist. So verbringt sie ihre Zeit mit gespannter Erwartung des Anrufs. Etwas später bekommt sie Besuch von dem örtlichen Priester, der in Begleitung von den Kindern Seiya und Mishio ist. Es wird die Frage aufgeworfen, wie Kanta überhaupt auf den Anruf reagieren solle und so proben sie den Anruf, bevor Mishio das Haustier, die Eule Shuko, aufschreckt und es zu einem Durcheinander kommt. Genau in diesem Moment kommt auch Yumina vorbei, die die anderen belehrt und Kanata mit frischer Kleidung versorgt, da sie von Getränken überschüttet wurde. Als sie wieder gegangen sind, beginnt für Kanata erneut die lange Zeit des Wartens, wobei sie sich durch ihre eigene Hysterie das Leben selbst schwer macht. Sie muss nämlich unbedingt einmal zur Toilette, traut sich aber nicht, da sie sonst den Anruf verpassen könnte. Sich beinahe selbst benässend wartet sie, bis sie Rios Stimme vernimmt, um schnellstmöglich auf die Toilette zu kommen. Währenddessen klingelt das Telefon und der Anruf wird von der stark verwunderten Rio entgegengenommen. |                                                         |                                                              |                        |                                       |             |
| 9 | Klares Wetter nach dem Taifun: Falsche und Echte Bilder | Taifū Ikka: Kyozō to Jitsuzō, 台風一過・虚像ト実像           | 1. März 2010           | [ 1 ]                                 |             |
| Eines Abends, als sie ihre eigene Ernte genießen, empfindet Kanata das Verhalten von Rio als sehr seltsam, da sie nicht bei der Sache zu sein scheint. Ebenfalls fällt dies den anderen Mitgliedern auf, die dem Ganzen aber wenig Bedeutung beimessen. So bricht der Abend herein und es zieht ein Taifun auf. Mitten in dem Unwetter sucht sie Klaus auf, um Rio eine Nachricht zu überbringen. Dabei wird ersichtlich, dass Rio eine wichtige Rolle im Zusammenspiel mit der Regierung und dem Königshaus besitzt, zumal die Verhandlungen zwischen beiden Feinden keinen guten Start hatten. Klaus wird unterdessen von Kureha umschwärmt, die ihn für einen der legendären Kriegshelden hält. Jedoch kommt er nie dazu, diese Aussage zu revidieren, als plötzlich einige Bewohner des Dorfes sie aufsuchen und um ihre Hilfe bitten, da die beiden Waisenkinder Seiya und Mishio vermisst werden. Mit Hilfe von Klaus können sie Seiya ausfindig machen, die ihnen davon berichtet, dass Mishio vorhabe, die eigenen kleine Ernte, die sie unten am Fluss gezogen haben, zu retten. Dabei läuft er jedoch Gefahr, von den bald eintreffenden Wassermassen mitgerissen zu werden. Kureha und Klaus gelingt es, den Jungen unversehrt aus der Gefahrenzone zu bringen. Doch wird ihnen durch einen Erdrutsch der Aufgang versperrt und sie drohen beide früher oder später in den steigenden Wassermassen zu ertrinken. So bleibt ihnen zunächst nichts anderes übrig als in einer Ruine auszuharren. Dabei möchte er ihr gerne zu verstehen geben, dass er nicht der bekannte Held ist, in den sie sich verliebt hat. Jedoch um Kureha nicht zu entmutigen, spielt er ihr vor, dass er es doch sei. Letztlich findet Kureha aber dennoch heraus, dass er es nicht ist, da ihm die bekannte Tätowierung fehlt. Während die beiden ausharren, kommt Noël auf die Idee, den Panzer zur Rettung einzusetzen. So können sie mit diesem ein Seil bis zur anderen Seite des Flusses schießen, an dem sich Klaus festhalten kann, während er gerade noch im letzten Moment die beinahe schon abtreibende Kureha zu fassen bekommt. Glücklich und erschöpft gibt sie ihm zu verstehen, dass sie ihn dennoch für ihren Helden halte. Am nächsten Tag, als das Wetter wieder aufgeklärt ist, reist Klaus noch vor dem Erwachen Kurehas Kanata die Lehre auf den Weg, das starke Zuneigung zu jemanden, einen blind mache, die Person zu sehen. |                                                         |                                                              |                        |                                       |             |
| 10 | Abreise: Zeit des ersten Schnees                        | Tabidachi: Hatsuyuki no Koro, 旅立チ・初雪ノ頃               | 8. März 2010           | [ 1 ]                                 |             |
| Kureha bekommt die Gelegenheit, Kanata mehr über Prinzessin Iliya zu erzählen und erwähnt dabei den ursprünglichen Plan, sie mit dem Anführer der Roman zu verheiraten, um die Beziehungen zu verbessern. Derweil stellt Yumina die Bitte, dass sich Kanata und Rio nach der alten Frau Jacott umsehen mögen, die in den Bergen lebt. Auf dem Weg dorthin erzählt Rio Kanata von ihrer Halbschwester, ohne sich jedoch genau festzulegen, wer diese Halbschwester ist. Angekommen helfen sie der alten Frau bei den Vorbereitungen für den bevorstehenden Winter. Beim ersten Schneefall berichtet ihnen Jacott über ihre alte Liebe, die sie wegen des Krieges aufgeben musste und noch immer auf die Rückkehr ihres Geliebten warte. Bei dem Gespräch gibt sie sich so sehr ihrer eigenen Illusion hin, das sie glaubt, ihren Zurückgekehrten draußen vorm Fenster zu sehen. So rennt sie plötzlich aus dem Haus und verschwindet für Rio und Kanata unauffindbar im Schnee. Von dem Schicksal der alten Frau sichtlich gerührt entscheidet sich Rio, die ganze Wahrheit über ihre Halbschwester zu erzählen. Sie ist die Halbschwester von Prinzessin Iliya und entscheidet sich, die Truppe zu verlassen, um die diplomatischen Beziehungen, um die es auch schon in den Nachrichten von Klaus ging, in eine andere Richtung zu lenken. So überlässt sie Kanata ihre Trompete und reist ab. |                                                         |                                                              |                        |                                       |             |
| 11 | Ein Besucher: Ein brennendes Schneefeld                 | Raihōsha: Moyuru Setsugen, 来訪者・燃ユル雪原                | 15. März 2010          | [ 1 ]                                 |             |
| Auf ihrer Patrouille entdecken Kanata und Kureha eine bewusstlose Soldatin der Roman und bringen sie zur Festung zurück, wo sie sich um ihre Erfrierungen kümmern. Als sie am nächsten Tag zu sich kommt, stellt sich jedoch die große Sprachbarriere heraus, da sie Helvetian nicht verstehen kann. So können sie nur ihren Namen als Aisha heraushören. Später kommen Naimi und Yumina hinzu, die sie darüber informieren, dass die heimische Armee auf dem Weg zu ihrer Festung sei. Derweil agiert Yumina als Übersetzerin für Aisha, die von dem Engels Fossil spricht, dem Kanata unter Wasser in der ersten Folge begegnet war. Als die neunte unabhängige mobile Truppe unter Leitung von Hopkins eintrifft, bekommt es vor allem Noël mit der Angst zu tun, da sie diesen berüchtigten Anführer aus ihrer Vergangenheit kennt und kein gutes Schicksal für Aisha erwartet. Angesichts dieser Situation trifft Felicia eine schwerwiegende Entscheidung und beschließt, Aisha und Noël vor ihm zu verstecken. Dies gelingt jedoch nicht, da Aisha sich selbst verrät, als sie in Noël die Hexe von Helvetia‘ erkennt. |                                                         |                                                              |                        |                                       |             |
| 12 | Widerhall im blauen Himmel                              | Sōkyū ni Hibike, 蒼穹ニ響ケ                                  | 22. März 2010          | [ 1 ]                                 |             |
| Als die Soldaten beide entdeckt haben, eröffnen sie das Feuer, wobei sich Aisha vor Noël wirft und getroffen wird. Zur gleichen Zeit entschließt sich Felicica, zu revoltieren und mit Hopkins als Geisel, worauf sie sich in der Festung mit ihm verbarrikadieren und die Armee zum Abzug zwingen. Bei einem Gespräch über Hopkins wahre Absichten gibt er offenkundig zu, dass er nur darauf warte, ein Exempel zu statuieren, um den Krieg erneut ausbrechen zu lassen, da er die Verhandlungen für unglaubwürdig hält. Zugleich legt er Noëls wahre Identität offen, die einst für ihn arbeitete und für die Aktivierung einer verlassenen Anlage biologischer Waffen zuständig war. Während sie noch über ihre Situation beraten, gelingt jedoch Hopkins die Flucht, sodass sie nun keine weitere Verhandlungsbasis haben. Währenddessen vernimmt Kanata aus der Distanz das offizielle Signal, die Konfrontation zu beenden. Jedoch schenken sie Naomi, die die Nachricht nach draußen trägt, keine Beachtung, was auch zu Festnahmen unter der aufgebrachten Bevölkerung führt, die ein sehr großes Vertrauen in Kanatas Gehör besitzt. Nicht mehr weiter wissend entscheiden sie sich dazu, den Takemikazuchi zu aktivieren und ziehen mit ihm gegen Hopkins und seine Männer in die Schlacht, die sie für sich entscheiden können. Schwer getroffen aber noch funktionsfähig brechen sie auf, um die Konfrontation, an der auch noch andere Truppen teilnehmen, zu unterbinden. So begeben sie sich mitten zwischen die Fronten und Kanata versucht, das Signal zum Waffenstillstand zu geben. Jedoch wird dieses weitgehend ignoriert und die Konfrontation steht unmittelbar bevor. In dem Moment entscheidet sich Kanata dazu, den Titel Amazing Grace zu spielen und liefert diesmal eine Vorstellung, die beide Seiten so fasziniert, dass sie für einen Moment innehalten, bevor sie sich dennoch erneut wieder aufeinander zubewegen. Dies gibt Rio, die inzwischen einen Friedensvertrag ausgehandelt hatte, gerade noch genug Zeit, um sich mit ihrer dritten Truppe selbst zwischen die Fronten zu platzieren und offiziell den Krieg für beendet zu erklären. Einige Zeit später freuen sich Kanata, Kureha, Noël und Felicia über den Besuch ihrer neuen Anführerin Rio. Jedoch stellt sich dieser schnell als anders heraus als gedacht. Denn Rio erscheint in gewohnter Uniform und bittet um die Erlaubnis, als Leutnant der Truppe beitreten zu können. Vor Freude sich nicht mehr halten könnend, stürzen sich die drei jüngeren Soldatinnen auf sie. |                                                         |                                                              |                        |                                       |             |
| 13 | —                                                       | Sora no Oto: Yume no Kanata, 空の音・夢ノ彼方                | 22. Sep. 2010          | (als Original Video Animation)        |             |